# Comuna Mariivka, Baștanka
Mariivka (în ucraineană Мар'ївка) este o comună în raionul Baștanka, regiunea Mîkolaiiv, Ucraina, formată din satele Mariivka (reședința), Nove Jîttea, Novomariivka și Vînohradivka.

## Demografie
Componența lingvistică a comunei Mariivka
     Ucraineană (83,51%)
     Rusă (6,79%)
     Română (1,16%)
     Alte limbi (0,08%)
Conform recensământului din 2001, majoritatea populației comunei Mariivka era vorbitoare de ucraineană (83,51%), existând în minoritate și vorbitori de rusă (6,79%) și română (1,16%).